# JYP 엔터테인먼트의 음반
이 문서는 JYP 엔터테인먼트에서 발표한 음반의 목록이다. 전신인 태홍기획과 서브 레이블인 Studio J하고 같이 넣을 수도 있다.

## 1990년대
- 1994년 9월 ?일 박진영 - Blue City
- 1995년 9월 ?일 박진영 - 딴따라
- 1996년 9월 ?일 박진영 - 썸머징글벨
- 1997년 12월 17일 진주 - 해바라기
- 1998년 1월 2일 박진영 - 십년이 지나도...
- 1998년 12월 31일 박진영 - Kiss Me
- 1999년 1월 26일 God - Chapter One
- 1999년 11월 25일 God - Chapter Two: Exit, 20TH Century - Enter the 21ST
- 1999년 12월 17일 진주 - Jinju's Soul Music

## 2000년대
- 2000년 1월 18일 량현량하 - 쌍둥이 파워
- 2000년 8월 11일 박지윤 - 성인식
- 2000년 11월 3일 God - Chapter 3
- 2001년 3월 ?일 진주 - Love Is...
- 2001년 6월 ?일 박진영 - Game
- 2001년 8월 7일 God - 2001 Live Concert
- 2001년 11월 15일 God - Chapter 4
- 2002년 1월 11일 박지윤 - Man
- 2002년 4월 28일 비 - 비(Rain)
- 2002년 10월 10일 별 - 12월 32일
- 2002년 11월 ?일 JYP Nation - JYP Entertainment Album Remix
- 2002년 12월 ?일 진주 - Chance
- 2002년 12월 27일 노을 - 노을
- 2002년 12월 27일 God - Chapter 5: Letter
- 2003년 2월 27일 박지윤 - Woo~ Twenty One[1]
- 2003년 7월 5일 원투 - 자~엉덩이
- 2003년 10월 16일 비 - 태양을 피하는 방법
- 2004년 2월 18일 량현량하 - Bleu
- 2004년 5월 27일 노을 - 아파도 아파도
- 2004년 7월 19일 한나 - Bounce
- 2004년 10월 8일 비 - It's Raining
- 2004년 12월 8일 God - Chapter 6: An Ordinary Day
- 2005년 3월 17일 별 - 별 2
- 2005년 6월 10일 임정희 - Music Is My Life
- 2005년 6월 22일 비 - Rainy Day
- 2005년 7월 19일 아이비 - My Sweet and Free Day
- 2005년 8월 4일 원투 - Ladies First
- 2005년 10월 14일 한나 - [Digital Single] 목걸이
- 2005년 10월 28일 God - The 7th Chapter: 하늘 속으로
- 2006년 1월 25일 비 - [Japan Digital Single] Sad Tango[2]
- 2006년 2월 10일 노을 - 전부 너였다
- 2006년 3월 23일 임정희 - Thanks[3]
- 2006년 5월 11일 별 - 눈물샘
- 2006년 6월 7일 비 - [Japan Digital Single] Free Way
- 2006년 9월 6일 비 - [Japan Digital Single] Move On
- 2006년 9월 13일 비 - Early Works
- 2006년 9월 16일 비 - Eternal Rain
- 2006년 10월 13일 비 - Rain's World
- 2006년 11월 15일 별 - [Digital Single] 물풍선
- 2007년 2월 13일 원더걸스 - [1st Single] The Wonder Begins
- 2007년 4월 25일 별 - Her Story
- 2007년 4월 27일 원더걸스 - [Digital Single] 미안한 마음 (tears)
- 2007년 7월 9일 선예 - 한성별곡-정 OST[4]
- 2007년 9월 12일 원더걸스 - [1st Album] The Wonder Years
- 2007년 10월 4일 임정희 - Before I Go J-Lim
- 2007년 11월 6일 별 - 별 Special Single Album
- 2007년 11월 16일 박진영 - Back To Stage
- 2007년 11월 26일 원더걸스 - [Digital Single] 쪼요쪼요(미니게임천국3 OST)
- 2008년 ?월 ?일 리우신 - [China Digital Single] 옌써
- 2008년 1월 10일 JOO - [Digital Single] 어린 여자
- 2008년 2월 21일 원더걸스 - [Digital Single] Army Song
- 2008년 6월 3일 원더걸스 - [2nd Single] So Hot
- 2008년 8월 29일 2PM - Hottest Time of the Day
- 2008년 9월 22일 원더걸스 - [[3rd Single] [The Wonder Years-Trilogy]]
- 2008년 11월 18일 원더걸스 - [Digital Single] Anybody
- 2008년 12월 10일 2PM - Only You (Winter Special)
- 2009년 4월 16일 2PM - 2:00PM Time For Change
- 2009년 6월 29일 원더걸스 - [Digital Single] Nobody (English Ver.)
- 2009년 11월 10일 2PM - 1:59 PM
- 2009년 12월 3일 2PM - [Digital Single] My Color
- 2009년 12월 3일 박진영 - Sad Freedom

## 2010년대
- 2010년 1월 12일 2PM - [Digital Single] Tik Tok
- 2010년 2월 16일 2PM - [Digital Single] Open Happiness
- 2010년 4월 19일 2PM - Don't Stop Can't Stop
- 2010년 5월 8일 원더걸스 - Wonder Girls Special Edition[5]
- 2010년 5월 16일 원더걸스 - [1st Mini] 2 Different Tears[6]
- 2010년 5월 20일 2PM - [Digital Single] Cabi Song[7]
- 2010년 5월 20일 2PM - [Digital Single] What`s Your Celebration?(너만의 짜릿한 세레모니를 보여줘!)
- 2010년 7월 1일 미쓰에이 - Bad But Good
- 2010년 8월 17일 2PM - [Digital Single] Thank You
- 2010년 8월 20일 Jun.K - [Digital Single] 소울 프로젝트 1[8]
- 2010년 8월 23일 2PM - [Digital Single] Fly To Seoul(Boom Boom Boom)
- 2010년 9월 9일 2PM - [Digital Single] Nori For U
- 2010년 9월 13일 San E - Everybody Ready?
- 2010년 9월 15일 임정희 - [Digital Single] 헤어지러 가는 길
- 2010년 9월 27일 miss A - [Digital Single] Step Up
- 2010년 9월 30일 임정희 - 진짜일 리 없어
- 2010년 10월 11일 2PM - Still 2:00pm
- 2010년 11월 3일 San E - [Digital Single] LoveSick
- 2010년 11월 9일 2AM - Saint o'Clock Japan Special Edition
- 2010년 12월 1일 JYP Nation - [Digital Single] This Christmas
- 2011년 1월 4일 JOO - Heartmade
- 2011년 1월 10일 선예 - [Digital Single] 드림하이 OST Part.2
- 2011년 1월 17일 San E - 드림하이 OST Part.3
- 2011년 3월 9일 2PM - All About 2PM
- 2011년 4월 26일 San E, 이창민 - [Digital Single] 가면 안돼[9]
- 2011년 5월 2일 miss A - [Digital Single] Love Alone
- 2011년 5월 9일 임정희 - Golden Lady
- 2011년 5월 18일 2PM - [Japan Digital Single] Take Off
- 2011년 6월 20일 2PM - HANDS UP
- 2011년 7월 18일 miss A - A Class
- 2011년 8월 18일 2PM - [Japan Digital Single] I`m Your Man
- 2011년 9월 20일 miss A - A Class
- 2011년 10월 7일 Jun.K - [Digital Single] Alive
- 2011년 11월 2일 2PM - [Japan Digital Single] Ultra Lover
- 2011년 11월 7일 원더걸스 - [2nd Album] Wonder World
- 2011년 11월 11일 San E - Take Project#3 프리스타일 랩배틀 2011[10]
- 2011년 11월 17일 정진운 - [Digital Single] 지금이 아니면
- 2011년 11월 24일 San E - [Digital Single] RH- 11th 불행했음 좋겠다
- 2012년 1월 12일 원더걸스 - [Digital Single] The DJ Is Mine
- 2012년 1월 18일 2PM - Republic Of 2PM
- 2012년 1월 31일 박진영 - 드림하이 OST Part.2
- 2012년 2월 20일 miss A - Touch
- 2012년 2월 29일 정진운, Jr. - 드림하이 OST Part.6[11]
- 2012년 3월 13일 JB - 드림하이2 OST Part.7[12]
- 2012년 3월 14일 2PM - 2PM Best:2008-2011 in Korea
- 2012년 3월 26일 JYP Nation - 드림하이 2 OST
- 2012년 4월 29일 박진영 - Spring 새로운 사랑에게 보내는 다섯 곡의 노래
- 2012년 5월 20일 JJ Project - [Digital Single] Bounce[13]
- 2012년 6월 3일 원더걸스 - [2nd Mini] Wonder Party
- 2012년 6월 20일 2PM - Beautiful
- 2012년 6월 22일 임슬옹,이창민 - 닥터진 OST Part.3
- 2012년 7월 1일 박진영 - [Digital Single] 나는 배우다 Movie Star
- 2012년 7월 8일 우영 - 23,Male,Single
- 2012년 7월 10일 원더걸스 - [Digital Single] Like Money
- 2012년 7월 12일 2PM - Share The Beat
- 2012년 7월 18일 JJ Project - MM Choice Part 2
- 2012년 7월 25일 원더걸스 - Nobody For Everybody
- 2012년 9월 10일 백아연 - I`m Baek
- 2012년 9월 17일 박진영, 택연, 수지, 우영 - [Digital Single] Classic
- 2012년 10월 5일 15& - [Digital Single] I Dream[14]
- 2012년 10월 15일 miss A - Independent Women Part 3
- 2012년 12월 6일 2PM - Masquerade
- 2012년 12월 15일 백아연 - 청담동 앨리스 OST Part.3
- 2013년 1월 23일 준호 - 7급 공무원 OST Part.1
- 2013년 3월 13일 2PM - [Japan Digital Single] Legend of 2PM
- 2013년 4월 7일 15& - [Digital Single] Somebody[15]
- 2013년 4월 10일 백아연 - 남자가 사랑할 때 OST Part.1
- 2013년 5월 6일 2PM - GROWN
- 2013년 6월 17일 백아연 - a Good Girl
- 2013년 6월 19일 2PM - Grown-Grand Edition
- 2013년 7월 2일 2PM - [Japan Digital Single] GIVE ME LOVE
- 2013년 7월 18일 백아연 - 불의 여신 정이 OST Part.1
- 2013년 8월 16일 준호 - [Japan Digital Single] 키미노 코에 (여러분이 음성)
- 2013년 8월 26일 선미 - [Digital Single] 24시간이 모자라
- 2013년 9월 9일 박진영 - Halftime
- 2013년 9월 10일 박지민 - 불의 여신 정이 OST Part.4
- 2013년 11월 6일 miss A - Hush
- 2013년 11월 7일 2PM - [Japan Digital Single] Winter Games
- 2013년 11월 20일 5LIVE - 예쁜남자 OST Part.1
- 2014년 1월 20일 GOT7 - Got it?
- 2014년 1월 29일 2PM - Genesis of 2PM
- 2014년 2월 17일 선미 - Full Moon
- 2014년 4월 14일 15& - [Digital Single] 티가 나나봐[16]
- 2014년 5월 2일 백아연 - 엔젤아이즈 OST Part.4
- 2014년 5월 14일 Jun.K - Love & Hate
- 2014년 5월 26일 15& - Sugar
- 2014년 6월 7일 우영 - [Digital Single] 우리 결혼했어요`장우영,박세영 커플송[17]
- 2014년 6월 14일 Jun.K - [Digital Single] NO LOVE (Korean Ver.)
- 2014년 6월 23일 GOT7 - GOT♡
- 2014년 7월 9일 준호 - Feel
- 2014년 7월 10일 백아연 - 운명처럼 널 사랑해 OST Part.1
- 2014년 7월 28일 조권, 페이 - 유혹 OST Part.3
- 2014년 7월 31일 예은 - Me?
- 2014년 8월 14일 준호 - FEEL
- 2014년 9월 15일 2PM - 미친거 아니야?
- 2014년 9월 17일 2PM - 미다레테미나
- 2014년 9월 29일 2PM - 미친거 아니야? (Grand Edition)
- 2014년 10월 6일 버나드 박 - 난
- 2014년 10월 13일 버나드 박 - Before The Rain
- 2014년 10월 22일 GOT7 - AROUND THE WORLD
- 2014년 10월 23일 2PM - [Japan Digital Single]  미다레떼미나
- 2014년 10월 30일 2AM - Let's Talk
- 2014년 11월 18일 GOT7 - Identify
- 2014년 12월 9일 JYP Nation - JYP Nation Korea 2014 `One Mic`
- 2014년 12월 18일 택연 - [Digital Single] 외로운 옥캣의 크리스마스 이벤트 2014
- 2015년 1월 10일 민효린 - 칠전팔기 구해라 OST Part.1[18]
- 2015년 1월 19일 G.Soul - Coming Home
- 2015년 1월 26일 G.Soul - [Digital Single] You (Acoustic Ver.)
- 2015년 1월 28일 2PM - [Japan Digital Single] Guilty Love
- 2015년 2월 9일 15& - [Digital Single] 사랑은 미친짓
- 2015년 2월 17일 JB - Dream Knight Special OST
- 2015년 2월 25일 예은 - [Digital Single] There Must Be[19]
- 2015년 3월 4일 우영 - [Japan Digital Single] R.O.S.E
- 2015년 3월 6일 준호 - `스물` Special OST Part.1[20]
- 2015년 3월 14일 민효린 - 칠전팔기 구해라 OST Part.10[21]
- 2015년 3월 30일 miss A - Colors
- 2015년 4월 1일 백예린 - 언프리티 랩스타 Semi Final 2[22]
- 2015년 4월 5일 박지민 - [Digital Single] Hopeless Love
- 2015년 4월 13일 박진영 - [Digital Single] 24/34
- 2015년 4월 15일 2PM - 2PM of 2PM
- 2015년 4월 20일 우영 - [Digital Single] R.O.S.E
- 2015년 5월 13일 박진영 - [Digital Single] 24/34 (Soul Ver.)
- 2015년 5월 16일 릴리 M. - 오렌지 마말레이드 OST Part.3
- 2015년 5월 20일 백아연 - [Digital Single] 이럴거면 그러지말지
- 2015년 5월 23일 박지민 - 오렌지 마말레이드 OST Part.5
- 2015년 6월 10일 GOT7 - [Japan Digital Single] LOVE TRAIN
- 2015년 6월 15일 2PM - No.5
- 2015년 6월 29일 G.Soul - [Digital Single] Love Me Again
- 2015년 7월 4일 릴리 M. - 오렌지 마말레이드 OST Part.7[23]
- 2015년 7월 13일 GOT7 - Just Right
- 2015년 7월 15일 준호 - SO GOOD
- 2015년 7월 25일 수지 - 너를 사랑한 시간 OST Part.5
- 2015년 8월 3일 원더걸스 - REBOOT
- 2015년 9월 1일 박진영 - [Digital Single] Sing The Road #1[24]
- 2015년 9월 7일 DAY6 - The Day
- 2015년 9월 8일 박진영 - [Digital Single] Sing The Road #2[25]
- 2015년 9월 9일 백아연 - 용팔이 OST - Part.4
- 2015년 9월 10일 G.Soul - Dirty
- 2015년 9월 14일 준호 - One
- 2015년 9월 22일 박진영,박지민,버나드 박 - [Digital Single] Sing The Road #3
- 2015년 9월 23일 GOT7 - [Japan Digital Single] Laugh Laugh Laugh
- 2015년 9월 24일 박진영 - [Digital Single] 너만 있으면 돼
- 2015년 9월 29일 GOT7 - MAD
- 2015년 10월 17일 유빈 - 언프리티 랩스타 2 Track 6&7[26]
- 2015년 10월 20일 트와이스 - THE STORY BEGINS
- 2015년 10월 21일 2PM - [Japan Digital Single] Higher
- 2015년 11월 11일 백아연 - [Digital Single] 투유 프로젝트 - 슈가맨 Part.4[27]
- 2015년 11월 23일 GOT7- MAD Winter Edition
- 2015년 11월 25일 Jun.K - Love Letter
- 2015년 11월 30일 백예린 - FRANK
- 2015년 12월 16일 택연 - [Digital Single] 외로운 옥캣의 크리스마스 이벤트 2015
- 2015년 12월 17일 소미 - [Digital Single] PICK ME[28]
- 2015년 12월 30일 Jun.K - [Digital Single] Love Letter
- 2015년 12월 30일 지효, 나연, 쯔위, 채영 - [Digital Single]  투유 프로젝트 - 슈가맨 Part.11[29]
- 2016년 1월 7일 수지 - [Digital Single] Dream[30]
- 2016년 2월 3일 GOT7 - モリ↑ガッテヨ
- 2016년 2월 16일 G.Soul - [Digital Single] Smooth Operator
- 2016년 3월 19일 소미 - 35 Girls 5 Concepts[31]
- 2016년 3월 21일 GOT7 - FLIGHT LOG : DEPARTURE
- 2016년 3월 30일 DAY6 - DAYDREAM
- 2016년 4월 3일 버나드 박, 혜림 - [Digital Single] 니가 보인다
- 2016년 4월 10일 박진영 - [Digital Single] Still Alive
- 2016년 4월 12일 GOT7 - [Digital Single] Home Run
- 2016년 4월 25일 트와이스 - PAGE TWO
- 2016년 5월 12일 G.Soul - [Digital Single] 멀리멀리
- 2016년 5월 24일 백아연 - [Digital Single] So So
- 2016년 6월 11일 박지민 - 디어 마이 프렌즈 OST Part.4
- 2016년 6월 18일 원더걸스 - [Digital Single] 아름다운 그대에게
- 2016년 6월 20일 백예린 - [Digital Single] Bye Bye My Blue
- 2016년 7월 1일 수지 - 함부로 애틋하게 OST Part.1
- 2016년 7월 5일 원더걸스 - [Digital Single] Why So Lonely
- 2016년 7월 6일 버나드 박 - 뷰티풀 마인드 OST Part.1
- 2016년 7월 6일 백아연 - [Digital Single] 투유 프로젝트 - 슈가맨 Part.38[32]
- 2016년 7월 21일 페이 - [Digital Single] Fantasy
- 2016년 7월 25일 JYP Nation - [Digital Single] Encore
- 2016년 8월 2일 Jun.K,백아연 - [Digital Single] 가지마[33]
- 2016년 8월 9일 Jun.K - Mr.No Love
- 2016년 8월 23일 박지민 - 19에서 20
- 2016년 8월 25일 수지 - 함부로 애틋하게 OST Part.15
- 2016년 8월 26일 조권,민 - [Digital Single] Born To Be Wild[34]
- 2016년 8월 29일 소미 - [Digital Single] 꽃,바람 그리고 너[35]
- 2016년 9월 13일 2PM - Gentleman's Game
- 2016년 9월 21일 백아연 - 달의 연인 - 보보경심 려 OST Part.7
- 2016년 9월 27일 GOT7 - FLIGHT LOG : TURBULENCE
- 2016년 10월 24일 트와이스 - TWICEcoaster : LANE 1
- 2016년 11월 1일 박진영 - [Digital Single] 십만원[36]
- 2016년 11월 4일 GOT7 - Hey-Yah
- 2016년 11월 6일 지효 - 인기가요 뮤직크러쉬 Part.1[37]
- 2016년 11월 30일 백아연 - [Digital Single] 그냥 한번
- 2016년 12월 7일 백예린 - [Digital Single] Love You On Christmas
- 2016년 12월 14일 택연 - [Digital Single] 2016 외로운 옥캣의 크리스마스 이벤트
- 2016년 12월 19일 트와이스 - TWICEcoaster : LANE 1 Christmas Edition
- 2016년 12월 20일 박지민 - [Digital Single] 닮아있어[38]
- 2017년 1월 4일 Jun.K - [Digital Single] 결혼식[39]
- 2017년 1월 6일 DAY6 - [Digital Single] Every DAY6 Jaunary
- 2017년 1월 12일 Jun.K - 77-1X3-00
- 2017년 1월 17일 수지 - [Digital Single] 행복한 척[40]
- 2017년 1월 24일 수지 - Yes? No?
- 2017년 2월 6일 DAY6 - [Digital Single] Every DAY6 February
- 2017년 2월 10일 원더걸스 - [Digital Single] 그려줘[41]
- 2017년 2월 20일 트와이스 - TWICEcoaster : LANE 2
- 2017년 2월 24일 트와이스 - What's Twice?
- 2017년 2월 28일 수지 - [Digital Single] 기다리지 말아요[42]
- 2017년 3월 6일 DAY6 - [Digital Single] Every DAY6 March
- 2017년 3월 9일 소미 - [Digital Single] You,Who?[43]
- 2017년 3월 13일 GOT7 - FLIGHT LOG : ARRIVAL
- 2017년 4월 6일 DAY6 - [Digital Single] Every DAY6 April
- 2017년 4월 12일 최우식 - [Digital Single]썸남 OST `썸남`[44]
- 2017년 4월 15일 백예린 - 시카고 타자기 OST Part.2
- 2017년 5월 8일 DAY6 - [Digital Single] Every DAY6 May
- 2017년 5월 15일 트와이스 - SIGNAL
- 2017년 5월 29일 백아연 - Bittersweet
- 2017년 6월 7일 DAY6 - Sunrise
- 2017년 6월 14일 소미 - 아이돌 드라마 공작단 OST Part.2[45]
- 2017년 6월 28일 버나드 박 - [Digital Single] 탓
- 2017년 7월 6일 DAY6 - [Digital Single] Every DAY6 July
- 2017년 7월 31일 JJ Project - Verse'2
- 2017년 8월 7일 DAY6 - [Digital Single] Every DAY6 August
- 2017년 8월 30일 준호 - 2017 S/S
- 2017년 9월 1일 보이스토리 - [Digital Single] How Old R U
- 2017년 9월 6일 DAY6 - [Digital Single] Every DAY6 September
- 2017년 9월 11일 준호 - Canvas
- 2017년 9월 29일 DAY6 - [Digital Single] Every DAY6 October
- 2017년 10월 10일 GOT7 - 7 for 7
- 2017년 10월 11일 수지 - 당신이 잠든 사이에 OST Part.4
- 2017년 10월 11일 우영 - [Digital Single] 똑같지 뭐
- 2017년 10월 16일 박진영 - [Digital Single] Blue&Red
- 2017년 10월 18일 트와이스 - [Japan Digital Single] One More Time
- 2017년 10월 27일 JB, 잭슨 - 더 패키지 OST Part.4
- 2017년 10월 29일 신류진 - [Digital Single] 믹스나인 Part.1
- 2017년 10월 30일 트와이스 - Twicetagram
- 2017년 11월 1일 스트레이 키즈 - [Digital Single] Hellevator
- 2017년 11월 6일 DAY6 - [Digital Single] Every DAY6 November
- 2017년 11월 7일 박지민 - 멜로홀릭 OST Part.2
- 2017년 11월 9일 수지 - 당신이 잠든 사이에 OST Part.13
- 2017년 11월 19일 신류진 - [Digital Single] 믹스나인 Part.3
- 2017년 11월 20일 Jun.K - [Digital Single] 11월부터 2월까지[46]
- 2017년 11월 27일 Jun.K - 나의 20대
- 2017년 12월 1일 백아연 - [Digital Single] 성냥팔이 소녀[47]
- 2017년 12월 6일 DAY6 - MOONRISE
- 2017년 12월 7일 GOT7 - 7 FOR 7 PRESENT EDITION
- 2017년 12월 11일 트와이스 - Merry & Happy
- 2017년 12월 15일 보이스토리 - [Digital Single] Can't Stop
- 2017년 1월 7일 신류진 - [Digital Single] 믹스나인 Part.4
- 2018년 1월 8일 스트레이 키즈 - Mixtape
- 2018년 1월 15일 우영 - 헤어질 때[48]
- 2018년 1월 16일 준호 - 그냥 사랑하는 사이 OST Part.6
- 2018년 1월 22일 수지 - [Digital Single] 다른 사람을 사랑하고 있어[49]
- 2018년 1월 25일 준호 - [Digital Single] 겨울잠[50]
- 2018년 1월 27일 신류진 - [Digital Single] 믹스나인 Part.6
- 2018년 1월 29일 수지 - Faces Of Love
- 2018년 2월 5일 낙준 - 라디오로맨스 OST Part.2
- 2018년 2월 28일 GOT7 - 너 하나만[51]
- 2018년 3월 9일 수지 - [Digital Single] 잘자 내 몫까지
- 2018년 3월 12일 GOT7 - EYES ON YOU
- 2018년 3월 19일 박지민,백아연 - [Digital Single] 투유 프로젝트 - 슈가맨2 Part.9
- 2018년 3월 26일 스트레이 키즈 - I am NOT
- 2018년 3월 30일 보이스토리 - [Digital Single] Jump Up
- 2018년 4월 9일 트와이스 - What is Love?
- 2018년 4월 21일 JB - [Digital Single] 건반 위의 하이에나 Part.4[52]
- 2018년 5월 14일 영재 - 기름진 멜로 OST Part.2
- 2018년 5월 16일 트와이스 - [Digital Single] Wake Me Up
- 2018년 5월 21일 백아연 - 기름진 멜로 OST Part.3
- 2018년 6월 5일 유빈 - [Digital Single] 도시여자
- 2018년 6월 12일 보이스토리 - [Digital Single] Handz Up
- 2018년 6월 20일 GOT7 - [Digital Single] The New Era
- 2018년 6월 26일 DAY6 - Shoot Me:Youth Part.1
- 2018년 7월 9일 트와이스 - Summer Nights
- 2018년 7월 11일 준호 - 想像 (상상)
- 2018년 7월 25일 DAY6 - [Digital Single] Stop The Rain
- 2018년 8월 4일 박규영, 정건주 - [Digital Single] 네모여행 (서호주 편)[53]
- 2018년 8월 6일 스트레이 키즈 - I am WHO
- 2018년 9월 4일 박지민 - jiminxjamie
- 2018년 9월 10일 DAY6 - [Digital Single] Beautiful Feeling
- 2018년 9월 12일 트와이스 - BDZ
- 2018년 9월 17일 GOT7 - Present : You
- 2018년 9월 21일 보이스토리 - Enough
- 2018년 10월 1일 우영 - [Digital Single] SONG ONE (내 인생의 노래) - 우영 (2PM) 편
- 2018년 10월 10일 낙준 - [Digital Single] Still...
- 2018년 10월 15일 영재,박지민 - [Digital Single] [생명보험사회공헌재단] 다 들어줄개 Part.2
- 2018년 10월 22일 스트레이 키즈 - I AM YOU
- 2018년 10월 25일 정연 - [Digital Single] 영화 `별리섬` OST[54]
- 2018년 11월 5일 트와이스 - YES or YES
- 2018년 11월 8일 DAY6 - [Digital Single] 하지 말라면 더 하고 19 Part.1
- 2018년 11월 17일 DAY6 - [Digital Single] 친구와 우정을 지키는 방법 Vol.4[55]
- 2018년 11월 21일 백아연 - Dear me
- 2018년 11월 22일 보이스토리 - [Digital Single] For U
- 2018년 11월 27일 유빈 - [Digital Single] TUSM
- 2018년 12월 3일 GOT7 - <Present : YOU> &ME
- 2018년 12월 8일 페이 - [Digital Single] Hello
- 2018년 12월 10일 DAY6 - Shoot Me:Youth Part.2
- 2018년 12월 11일 백아연 - 웹툰 연놈 OST Part.2
- 2018년 12월 12일 트와이스 - The year of "YES"
- 2018년 12월 19일 닉쿤 - [Japan] ME
- 2019년 1월 2일 트와이스 - [Japan] BDZ -Repackage-
- 2019년 1월 10일 백아연 - 남자친구 OST Part.7
- 2019년 1월 16일 박지민 - 황후의 품격 OST Part.4
- 2019년 1월 18일 JB - 연애하루전 시즌 ZERO OST Part.3
- 2019년 1월 25일 준호 - TWO
- 2019년 1월 30일 GOT7 - [Japan] I WON’T LET YOU GO
- 2019년 2월 9일 박진영 - [Digital Single] 꽉 잡은 이 손
- 2019년 2월 12일 ITZY - [Digital Single] IT'z Different
- 2019년 2월 18일 닉쿤 - ME
- 2019년 3월 5일 Jus2 - FOCUS
- 2019년 3월 6일 트와이스 - [Japan] #TWICE2
- 2019년 3월 18일 백예린 - Our love is great
- 2019년 3월 21일 윤서빈 - [Digital Single] _지마 (X1-MA)[56]
- 2019년 3월 25일 스트레이 키즈 - Clé 1 : MIROH
- 2019년 3월 26일 Jus2 - 사이코메트리 그녀석 OST Part.1
- 2019년 3월 29일 보이스토리 - [Digital Single] Oh My Gosh
- 2019년 4월 22일 트와이스 - FANCY YOU
- 2019년 5월 9일 백예린 - [Digital Single] A-Teen 2 Part.1
- 2019년 5월 20일 GOT7 - SPINNING TOP
- 2019년 6월 19일 백예린 - [Digital Single] 온스테이지 디깅클럽서울 Theme 01
- 2019년 6월 19일 스트레이 키즈 - Clé 2 : Yellow Wood
- 2019년 7월 15일 DAY6 - The Book of Us : Gravity
- 2019년 7월 17일 트와이스 - [Japan Digital Single] HAPPY HAPPY
- 2019년 7월 24일 트와이스 - [Japan Digital Single] Breakthrough
- 2019년 7월 26일 보이스토리 - [Digital Single] Too Busy
- 2019년 7월 29일 ITZY - IT'z ICY
- 2019년 7월 31일 GOT7 - [Japan Digital Single] LOVE LOOP
- 2019년 8월 23일 백아연 - 의사 요한 OST Part.5
- 2019년 8월 26일 박지민 - [Digital Single] Stay Beautiful
- 2019년 9월 23일 트와이스 - Feel Special
- 2019년 10월 9일 스트레이 키즈 - [Digital Single] Double Knot
- 2019년 10월 11일 백아연 - 배가본드 OST Part.4
- 2019년 10월 12일 혜림 - 첫잔처럼 (Original Motion Picture Soundtrack)[57]
- 2019년 10월 22일 DAY6 - The Book of Us : Entropy
- 2019년 10월 30일 유빈 - Start of the End
- 2019년 11월 4일 GOT7 - Call My Name
- 2019년 11월 7일 스트레이 키즈 - 어쩌다 발견한 하루 OST Part.7
- 2019년 11월 14일 스트레이 키즈 - [Digital Single] Astronaut
- 2019년 11월 20일 트와이스 - [Japan] &TWICE
- 2019년 12월 1일 박진영 - [Digital Single] FEVER
- 2019년 12월 9일 스트레이 키즈 - Clé : LEVANTER
- 2019년 12월 22일 유빈 - 초콜릿 OST Part.7
- 2019년 12월 26일 스트레이 키즈 - [Digital Single] Mixtape : Gone Days

## 2020년대
- 2020년 1월 6일 보이스토리 - I=U=WE : 序 (Prologue)
- 2020년 1월 24일 스트레이 키즈 - Step Out of Cle
- 2020년 2월 5일 트와이스 - [Japan] &TWICE -Re  package-
- 2020년 3월 9일 ITZY - IT'z ME
- 2020년 3월 18일 스트레이 키즈 - [Japan] SKZ2020
- 2020년 3월 18일 스트레이 키즈 - SKZ2020
- 2020년 3월 25일 스트레이 키즈 - [Digital Single] Mixtape : 바보라도 알아
- 2020년 4월 20일 GOT7 - DYE
- 2020년 5월 3일 영재 - 화양연화 - 삶이 꽃이 되는 순간 OST Part.2[58]
- 2020년 5월 11일 DAY6 - The Book of Us : The Demon
- 2020년 5월 13일 스트레이 키즈 - [Digital Single] TOP
- 2020년 5월 20일 스트레이 키즈 - [Digital Single] TOP -English Ver.-
- 2020년 6월 1일 트와이스 - MORE & MORE
- 2020년 6월 3일 스트레이 키즈 - [Japan Digital Single] TOP
- 2020년 6월 10일 준케이 - [Digital Single] This is not a song, 1929
- 2020년 6월 10일 준케이 - [Japan Digital Single] This is not a song, 1929
- 2020년 6월 17일 스트레이 키즈 - GO生
- 2020년 6월 30일 NiziU - Make you happy
- 2020년 7월 8일 트와이스 - [Japan Digital Sinlge] Fanfare
- 2020년 7월 16일 스트레이 키즈 - [Digital Single] 만찢남녀 Part.1
- 2020년 8월 12일 박진영 - [Digital Single] When We Disco[59]
- 2020년 8월 17일 ITZY - Not Shy
- 2020년 8월 31일 DAY6 (Even of Day) - The Book of Us Gluon - Nothing can tear us apart
- 2020년 9월 14일 스트레이 키즈 - IN生
- 2020년 9월 16일 트와이스 - [Japan] #TWICE3
- 2020년 9월 18일 Young K - [Digital Single] Love[60]
- 2020년 10월 23일 버나드 박 - 경우의 수 OST Part.5
- 2020년 10월 26일 트와이스 - Eyes wide open
- 2020년 10월 30일 Young K - 내리겠습니다 지구에서 OST Part.1
- 2020년 11월 4일 스트레이 키즈 - [Japan] ALL IN
- 2020년 11월 5일 Young K - [Digital Single] 내리겠습니다 지구에서 Remix
- 2020년 11월 18일 트와이스 - [Japan Digital Single] BETTER
- 2020년 11월 23일 GOT7 - [Digital Single] Breath[61]
- 2020년 11월 26일 스트레이 키즈 - [Digital Single] ALL IN
- 2020년 11월 30일 GOT7 - Breath of Love : Last Piece
- 2020년 12월 2일 NiziU - [Digital Single] Step and a Step
- 2020년 12월 5일 DAY6 (Even of Day) - [Digital Single] [Vol.77] 유희열의 스케치북 : 마흔여덟 번째 목소리 '유스케 X DAY6
- 2020년 12월 9일 Jun.K - 20분
- 2020년 12월 11일 GOT7 - [Digital Single] Everything For You
- 2020년 12월 18일 트와이스 - [Digital Single] CRY FOR ME
- 2020년 12월 31일 박진영 - [Digital Single] 나로 바꾸자[62]
- 2021년 1월 8일 보이스토리 - [Digital Single] I=U=WE : 我
- 2021년 1월 13일 버나드 박 - [Digital Single] MBN 미쓰백 Part.8[63]
- 2021년 1월 15일 DAY6 (Even of Day) - [Digital Single] 비밀:리에 vol.1 "사랑, 이게 맞나 봐"
- 2021년 1월 22일 ITZY - [Digital Single] Not Shy (English Ver.)
- 2021년 2월 10일 박진영 - [Digital Single] 촌스러운 사랑노래
- 2021년 2월 20일 NiziU - [Digital Single] Poppin' Shakin'
- 2021년 2월 28일 Young K - [Digital Single] What A Wonderful Word[64]
- 2021년 3월 19일 스트레이 키즈 - [Digital Single] Going Dumb (배틀그라운드 모바일 삽입곡)[65]
- 2021년 3월 20일 ITZY - [Digital Single] 믿지 (MIDZY)
- 2021년 3월 29일 NiziU - [Digital Single] Take a picture
- 2021년 4월 7일 NiziU - [Digital Single] Take a picture／Poppin’ Shakin
- 2021년 4월 19일 DAY6 - The Book of Us : Negentropy - Chaos swallowed up in love
- 2021년 4월 26일 원필 - 태양의 노래 Part.2[66]
- 2021년 4월 30일 ITZY - GUESS WHO
- 2021년 5월 2일 버나드 박 - 오케이 광자매 OST Part.3
- 2021년 5월 12일 트와이스 - [Japan Digital Single] Kura Kura
- 2021년 5월 14일 ITZY - [Digital Single] 마.피.아. In the morning (English Ver.)
- 2021년 5월 28일 스트레이 키즈 - [Digital Single] WOLFGANG[67]
- 2021년 6월 11일 트와이스 - Taste of Love
- 2021년 6월 26일 스트레이 키즈 - [Digital Single] Mixtape : 애
- 2021년 6월 28일 2PM - MUST
- 2021년 7월 1일 다미있지[68] - [Digital Single] 얼음깨
- 2021년 7월 5일 DAY6 (Even of Day) - Right Through Me
- 2021년 7월 5일 NiziU - [Digital Single] Super Summer
- 2021년 7월 9일 트와이스 - 슬기로운 의사생활 시즌2 OST Part.4
- 2021년 7월 28일 트와이스 - [Japan] Perfect World
- 2021년 8월 23일 스트레이 키즈 - NOEASY
- 2021년 9월 1일 ITZY - [Japan Digital Single] WHAT'Z ITZY
- 2021년 9월 6일 Young K - Eternal
- 2021년 9월 14일 보이스토리 - [Digital Single] I=U=WE : 你
- 2021년 9월 24일 ITZY - CRAZY IN LOVE
- 2021년 9월 27일 도운 - [Digital Single] 문득
- 2021년 9월 29일 2PM - [Japan] WITH ME AGAIN
- 2021년 10월 1일 트와이스 - [Digital Single] The Feels
- 2021년 10월 10일 승민 - 갯마을 차차차 OST Part.7
- 2021년 10월 13일 스트레이 키즈 - [Japan Digital Single] Scars / ソリクン -Japanese ver.-
- 2021년 11월 12일 트와이스 - Formula of Love: O+T=<3
- 2021년 11월 15일 버나드 박 - [Digital Single] Bad Influence
- 2021년 11월 24일 NiziU - U
- 2021년 11월 29일 스트레이 키즈 - [Digital Single] Christmas EveL
- 2021년 12월 6일 Xdinary Heroes - [Digital Single] Happy Death Day
- 2021년 12월 15일 트와이스 - [Japan Digital Single] Doughnut
- 2021년 12월 22일 ITZY - [Japan] IT'Z ITZY
- 2021년 12월 23일 스트레이 키즈 - [Digital Single] SKZ2021
- 2022년 1월 3일 리아 - 옷소매 붉은 끝동 OST Part.9
- 2022년 1월 4일 ITZY - [Digital Single] 스트릿댄스 걸스 파이터 (SGF) Special[69]
- 2022년 1월 18일 원필 - 일진에게 반했을 때 OST Part.2
- 2022년 2월 4일 트와이스 - The Feels
- 2022년 2월 7일 원필 - Pilmography
- 2022년 2월 22일 NMIXX - [Digital Single] AD MARE
- 2022년 3월 6일 지효 - 스물다섯 스물하나 OST Part.6
- 2022년 3월 16일 트와이스 - [Japan] #TWICE4
- 2022년 3월 18일 스트레이 키즈 - ODDINARY
- 2022년 3월 19일 원필 - [Digital Single] 비긴어게인 오픈마이크 EPISODE.30
- 2022년 3월 26일 원필 - [Digital Single] 비긴어게인 오픈마이크 EPISODE.31[70]
- 2022년 4월 2일 원필 - [Digital Single] 비긴어게인 오픈마이크 EPISODE.32[71]
- 2022년 4월 6일 ITZY - [Japan Digital Single] Voltage
- 2022년 4월 12일 NiziU - [Digital Single] ASOBO
- 2022년 5월 2일 NMIXX - 개비의 매직하우스 OST x NMIXX
- 2022년 6월 22일 스트레이 키즈 - [Japan] CIRCUS
- 2022년 6월 24일 나연 - IM NAYEON
- 2022년 7월 15일 ITZY - CHECKMATE
- 2022년 7월 20일 NiziU - [Digital Single] CLAP CLAP
- 2022년 7월 20일 Xdinary Heroes - Hello, world!
- 2022년 7월 27일 트와이스 - [Japan] Celebrate
- 2022년 7월 29일 ITZY - [Digital Single] Break My Heart Myself[72]
- 2022년 7월 29일 지효 - 오늘의 웹툰 OST Part.1
- 2022년 7월 31일 NMIXX - [Digital Single] Kiss
- 2022년 8월 1일 스트레이 키즈 - [Digital Single] Mixtape : Time Out
- 2022년 8월 11일 버나드 박 - 아다마스 OST Part.3
- 2022년 8월 26일 트와이스 - BETWEEN 1&2
- 2022년 9월 3일 보이스토리 - WE
- 2022년 9월 6일 버나드 박 - To Whom It May Concern
- 2022년 9월 19일 NMIXX - [Digital Single] ENTWURF
- 2022년 10월 7일 스트레이 키즈 - Maxident
- 2022년 10월 20일 스트레이 키즈 - 월수금화목토 OST Part.3
- 2022년 10월 21일 ITZY - [Digital Single] Boys Like You
- 2022년 11월 11일 Xdinary Heroes - Overload
- 2022년 11월 14일 지효 - 아무것도 하고 싶지 않아 OST Part.1
- 2022년 11월 21일 박진영 - [Digital Single] Groove Back
- 2022년 11월 30일 ITZY - CHESHIRE
- 2022년 12월 18일 리아 - 환혼 : 빛과 그림자 OST Part.1
- 2022년 12월 21일 스트레이 키즈 - SKZ-REPLAY
- 2023년 1월 1일 보이스토리 - [Digital Single] 友友 (Friends)
- 2023년 1월 24일 트와이스 - MOONLIGHT SUNRISE (The Remixes)
- 2023년 2월 16일 릴리,설윤 - 연애대전 OST Part.4
- 2023년 3월 10일 트와이스 - Ready To Be
- 2023년 3월 20일 NMIXX - Expérgo
- 2023년 4월 26일 Xdinary Heroes - Deadlock
- 2023년 4월 28일 보이스토리 - [Digital Single] 哈？! (What's Poppin)
- 2023년 5월 26일 리아 - 낭만닥터 김사부3 OST Part.5
- 2023년 5월 31일 트와이스 - [Japan Digital Single] Hare Hare
- 2023년 6월 2일 스트레이 키즈 - ★★★★★ (5-STAR)
- 2023년 6월 15일 Young K - [Digital Single] 걸어서 차트 속으로 Part.2
- 2023년 6월 23일 Young K - [Digital Single] SONGS THAT CARE : Better Day
- 2023년 7월 3일 NMIXX - [Digital Single] Roller Coaster[73]
- 2023년 7월 11일 NMIXX - [Digital Single] A Midsummer NMIXX's Dream
- 2023년 7월 26일 미사모 - [Japan] Masterpiece
- 2023뇬 7월 28일 보이스토리 - Z.I.P
- 2023년 7월 31일 ITZY - KILL MY DOUBT
- 2023년 8월 18일 지효 - ZONE
- 2023년 8월 23일 이준호 - [Japan Digital Single] CAN I
- 2023년 8월 25일 Young K - [Digital Single] let it be summer[74]
- 2023년 9월 1일 창빈 - [Digital Single] 비상 (Fly High)
- 2023년 9월 4일 Young K - Letters with notes
- 2023년 9월 6일 스트레이 키즈 - [Japan] Social Path (feat. LiSA) / Super Bowl
- 2023년 9월 15일 지효 - [Digital Single] Killin' Me Good (English Ver.)
- 2023년 9월 21일 Young K - 사내연애 사절! OST Part.1
- 2023년 9월 22일 VCHA - [Digital Single] Sevit (NEW LIGHT)[75]
- 2023년 10월 8일 ITZY - 힘쎈여자 강남순 OST Part.1
- 2023년 10월 11일 Xdinary Heroes - Livelock
- 2023년 10월 18일 ITZY - [Japan] RINGO
- 2023년 10월 30일 NiziU - [Digital Single] Press Play
- 2023년 10월 30일 Young K - 무인도의 디바 OST Part.2
- 2023년 11월 3일 이준호 - [Digital Single] Can I
- 2023년 11월 10일 스트레이 키즈 - 樂-STAR
- 2023년 11월 17일 트와이스 - [Digital Single] MOONLIGHT SUNRISE (Jonas Blue Remix)
- 2023년 11월 20일 박진영 - [Digital Single] Changed Man
- 2023년 11월 22일 트와이스 - [Digital Single] THE REMIXES
- 2023년 11월 29일 이준호 - [Digital Single] Nothing But You (Korean Ver.)
- 2023년 12월 1일 VCHA - [Digital Single] Ready for the World[76]
- 2023년 12월 4일 NMIXX - [Digital Single] Soñar (Breaker)[77]
- 2023년 12월 13일 준케이 - [Japan] THE BEST
- 2023년 12월 18일 NEXZ - [Digital Single] Miracle (Korean Ver.)
- 2024년 1월 8일 ITZY - BORN TO BE
- 2024년 1월 15일 NMIXX - Fe3O4: BREAK
- 2024년 1월 17일 이준호 - [Digital Single] 다시 만나는 날
- 2024년 1월 26일 VCHA - [Digital Single] Girls Of The Year
- 2024년 2월 2일 트와이스 - [Digital Single] I GOT YOU[78]
- 2024년 2월 3일 보이스토리 - 極
- 2024년 2월 5일 창빈 - [Digital Single] 중2 (모두의 우주를 Respect)[79]
- 2024년 2월 6일 트와이스 - I GOT YOU (Voyage Ver.)
- 2024년 2월 20일 박진영,스트레이 키즈,ITZY,NMIXX - [Digital Single] Like Magic
- 2024년 2월 23일 트와이스 - With YOU-th
- 2024년 2월 26일 트와이스 - One Spark
- 2024년 3월 8일 Xdinary Heroes - [Digital Single] Wego Wego (킬러 배드로 X Xdinary Heroes)
- 2024년 3월 4일 보이스토리 - [Digital Single] Alpha
- 2024년 3월 15일 VCHA - [Digital Single] Only One
- 2024년 3월 15일 승민 - 언니, 이번 생엔 내가 왕비야 OST Part.2
- 2024년 3월 18일 DAY6 - Fourever
- 2024년 4월 3일 준케이 - [Digital Single] Command C+Me (Korean Ver.)
- 2024년 4월 9일 승민 - 야한 사진관 OST Part.5
- 2024년 4월 30일 Xdinary Heroes - Trouble Shooting
- 2024년 5월 10일 스트레이 키즈 - [Digital Single] Lose My Breath
- 2024년 5월 15일 ITZY - [Japan Digital Single] Algorhythm
- 2024년 5월 30일 원필 - [Digital Single] 시간의 잔상 (웹툰 '선녀외전' X 원필 (DAY6))
- 2024년 5월 31일 보이스토리 - [Digital Single] Gummy Candy Love[80]
- 2024년 6월 3일 Xdinary Heroes - [Digital Single] Open ♭eta v6.1
- 2024년 6월 14일 나연 - NA
- 2024년 6월 24일 나연 - [Digital Single] ABCD
- 2024년 7월 8일 Xdinary Heroes - [Digital Single] Open ♭eta v6.2
- 2024년 7월 12일 보이스토리 - UP
- 2024년 7월 17일 트와이스 - [Japan] DIVE
- 2024년 7월 19일 스트레이 키즈 - ATE
- 2024년 7월 22일 스트레이 키즈 - [Digital Single] Chk Chk Boom (Remixes)
- 2024년 7월 23일 스트레이 키즈 - [Digital Single] Slash
- 2024년 8월 5일 Xdinary Heroes - [Digital Single] Open ♭eta v6.3
- 2024년 8월 12일 보이스토리 - [Digital Single] Pump !t Up
- 2024년 8월 19일 NMIXX - Fe304: STICK OUT
- 2024년 8월 26일 준케이 - [Digital Single] Paint this love
- 2024년 9월 2일 DAY6 - Band Aid
- 2024년 9월 6일 쯔위 - abouTZU
- 2024년 9월 9일 Xdinary Heroes - [Digital Single] Open ♭eta v6.4
- 2024년 9월 10일 해원 - 마루는 강쥐 OST
- 2024년 9월 23일 NEXZ - [Digital Single] Keep on Moving (Korean Ver.)
- 2024년 9월 27일 NMIXX - [Digital Single] Come On[81]
- 2024년 10월 7일 스트레이 키즈 - [Digital Single] Night -Korean Ver.-
- 2024년 10월 14일 Xdinary Heroes - LIVE and FALL
- 2024년 10월 15일 ITZY - GOLD
- 2024년 10월 17일 스트레이 키즈 - [Digital Single] Come Play[82]
- 2024년 11월 4일 박진영 - [Digital Single] Easy Lover
- 2024년 11월 5일 성진 - 30
- 2024년 11월 6일 미사모 - [Japan] HAUTE COUTURE
- 2024년 11월 13일 스트레이 키즈 - [Japan] GIANT
- 2024년 11월 18일 NEXZ - NALLINA
- 2024년 11월 20일 나연 - [Digital Single] 저 너머로 (엔딩 크레딧 버전) (From "모아나 2"/한국어 버전 사운드트랙)
- 2024년 11월 30일 리아 - 열혈사제2 OST Part.3
- 2024년 12월 1일 예지 - 사랑은 외나무다리에서 OST Part.3
- 2024년 12월 6일 트와이스 - STRATEGY
- 2024년 12월 13일 스트레이 키즈 - 合 (HOP)
- 2024년 12월 16일 스트레이 키즈 - [Digital Single] Walkin On Water (Remixes)
- 2024년 12월 18일 트와이스 - [Digital Single] Strategy 2.0
- 2024년 12월 19일 채령 - 수상한 그녀 OST Part.1
- 2024년 12월 22일 리아 - 옥씨부인전 OST Part.3[83]
- 2025년 1월 6일 KickFlip - [Digital Single] 응 그래[84]
- 2025년 1월 20일 KickFlip - Flip It, Kick It!
- 2025년 2월 20일 다현 - 그 시절, 우리가 좋아했던 소녀 OST Part.2[85]
- 2025년 3월 2일 승민 - 감자연구소 OST Part.1
- 2025년 3월 4일 NMIXX - [Digital Single] High Horse[86]
- 2025년 3월 10일 예지 - AIR
- 2025년 3월 14일 예지 - [Digital Single] Air (English Ver.)
- 2025년 3월 17일 NMIXX - Fe3O4: FORWARD
- 2025년 3월 21일 스트레이 키즈 - [Digital Single] Mixtape : dominATE
- 2025년 3월 24일 Xdinary Heroes - Beautiful Mind
- 2025년 3월 31일 NiziU - [Digital Single] Love Line
- 2025년 4월 12일 스트레이 키즈 - 언젠가는 슬기로울 전공의생활 OST Part.1
- 2025년 4월 15일 DAY6(Even Of Day) - 디어엠 OST Part.1
- 2025년 5월 7일 DAY6 - [Digital Single] Maybe Tomorrow
- 2025년 5월 14일 트와이스 - [Japan] #TWICE5
- 2025년 5월 26일 KickFlip - Kick Out, Flip Now!
- 2025년 6월 8일 Young K - 굿보이 OST Part.2
- 2025년 6월 9일 ITZY - Girls Will Be Girls
- 2025년 6월 10일 릴리,지우,규진 - 월드 오브 스트릿 우먼 파이터(WSWF) Original Vol.2 (계급미션)[87]
- 2025년 6월 18일 스트레이 키즈 - [Japan] Hollow
- 2025년 6월 23일 우영 - [Digital Single] Simple dance
- 2025년 6월 28일 지효 - 私の夫と結婚して (내 남편과 결혼해줘 일본판) OST Part.2
- 2025년 7월 7일 Xdinary Heroes - [Digital Single] FiRE (My Sweet Misery)
- 2025년 7월 11일 트와이스 - THIS IS FOR
- 2025년 7월 18일 Xdinary Heroes - 착한 사나이 OST Part.1
- 2025년 7월 22일 박진영 - [Digital Single] 월드 오브 스트릿 우먼 파이터(WSWF) Original Vol.4 (파이널)
- 2025년 8월 22일 스트레이 키즈 - KARMA
- 2025년 8월 27일 트와이스 - [Japan] ENEMY
- 2025년 8월 29일 GIRLSET - [Digital Single] Commas
- 2025년 9월 1일 준케이 - Dear my muse
- 2025년 9월 5일 DAY6 - The DECADE
- 2025년 9월 12일 채영 - LIL FANTASY vol.1
- 2025년 9월 ?일 KickFlip - 미정
- 2025년 10월 ?일 NMIXX - 미정